# Illuminatus!
Illuminatus ! (titre original : The Illuminatus! Trilogy) est une trilogie écrite par Robert Anton Wilson et Robert Shea, publiée pour la première fois en 1975. Cette trilogie est considérée comme ayant eu de l'influence non seulement parmi les complotistes qui croient aux Illuminati, mais aussi aux écrivains qui mettent en scène le complotisme.

## Description
La trilogie est une satire postmoderne influencée par la science-fiction. À travers de nombreuses théories du complot, on y parle de psychotropes, de sexe et de magie. Ces propos sont à la fois des fictions et des faits historiques, en lien avec les versions des Illuminati. La narration non linéaire alterne régulièrement entre point de vue narratif à la première ou troisième personne. Les livres s'attardent sur plusieurs thèmes tels que le discordianisme, la numérologie et la contre-culture. La trilogie comprend The Eye in the Pyramid, The Golden Apple, et Léviathan. Ils ont d'abord été publiés en tant que trois volumes distincts à partir de septembre 1975. En 1984, ils ont été publiés dans une édition omnibus et sont maintenant plus souvent réimprimés sous cette forme.
En 1986, la trilogie a remporté un Prix Prometheus d'honneur, conçu pour honorer le libertarianisme classique, en dépit du fait que plusieurs passages de la trilogie parodient le libertarianisme et l'objectivisme de Ayn Rand.
Les auteurs ont par la suite continué à écrire plusieurs ouvrages, à la fois des fictions et des documentaires sur les pas de la trilogie, mais ils n'ont pas écrit de suite directe.
Illuminatus ! a été adaptée pour la scène et a influencé plusieurs écrivains modernes, des musiciens et des jeux vidéo. Elle a précédé des romans tels que Le Pendule de Foucault et Da Vinci Code, des années auparavant.

## Narration

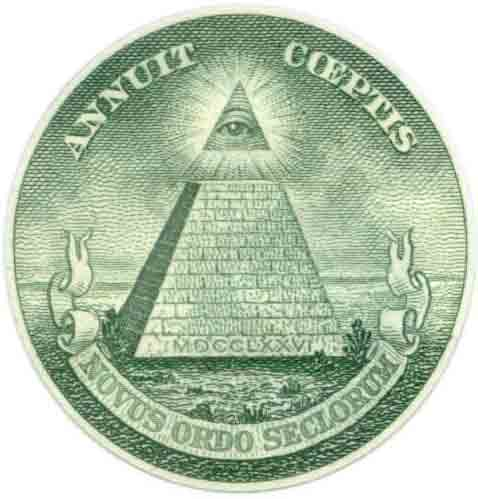
L’Œil de la pyramide représenté sur le dollar américain

L'intrigue serpente entre les pensées, des hallucinations et des voix intérieures (réelles ou imaginaires) de ses nombreux personnages, ainsi que dans le temps (passé, présent et futur) parfois en milieu de phrase. Une grande partie du passé de l'histoire est expliquée par le dialogue entre les personnages, peu fiables, souvent contradictoires. Les versions de leurs récits sont partiales et dans certaines parties du livre, le récit est déconstruit.

### Résumé
La trilogie commence par une enquête menée par deux détectives de New York (Saul Goodman et Barney Muldoon) sur le bombardement de Confrontation, un magazine de gauche, et la disparition de son rédacteur en chef, Joe Malik. À travers l'enquête concernant l'assassinat de John F. Kennedy,  de Robert F. Kennedy et de Martin Luther King, les deux compères suivent un jeu de piste laissé sur des notes suggérant l'implication de puissantes sociétés secrètes. Ils sont peu à peu entraînés dans une multitude de théories du complot. Pendant ce temps, un journaliste du magazine, George Dorn, ayant perdu tout soutien de la droite de Mad Dog, est arrêté pour possession de drogue. Il est emprisonné et menacé physiquement, et finit par avoir des hallucinations au sujet de sa propre exécution. La prison est bombardée et il est sauvé par les Discordians, dirigés par l'énigmatique Hagbard Céline, capitaine d'un sous-marin d'or. Hagbard représente les Discordians dans leur éternel combat contre les Illuminati, l'organisation conspiratrice qui contrôle secrètement le monde. Il finance ses opérations par la contrebande de substances illicites.
L'intrigue serpente à travers le monde dans des endroits isolés comme Las Vegas (où une épidémie mortelle de fièvre charbonneuse mutante secrètement développée par le gouvernement américain a été accidentellement déclenchée),  Atlantis (où Howard, le marsouin parlant, et ses collaborateurs aident Hagbard à combattre les Illuminati), Chicago (où quelqu'un ressemblant à John Dillinger a été tué il y a plusieurs années) ou encore l'île de Fernando Poo (qui est l'emplacement de la prochaine grande confrontation de la guerre froide entre la Russie, la Chine et les États-Unis).
Le plan diabolique découvert plus tard dans l'histoire concerne la tentative de provoquer la eschaton (la dernière étape) dans le monde immanent, par un système secret de l'American Medical Association, un groupe de rock malfaisant, pour provoquer un Sacrifice humain de masse, dont le but est la libération de suffisamment d' énergie de vie pour donner la vie éternelle à un groupe restreint d'initiés, dont Adolf Hitler. 
L'AMA sont quatre frères et sœurs qui constituent quatre des cinq mystérieux "Illuminati Primi. L'identité du cinquième demeure inconnue pour une grande partie de la trilogie. Le premier festival européen Woodstock, tenue à Ingolstadt, en Bavière, est l'endroit choisi pour le sacrifice des victimes imprudentes, par le réveil de bataillons nazis venant du fond du lac voisin Totenkopf. Le conflit est déjoué quand, avec l'aide d'une incarnation de 50 pieds de hauteur de la déesse Eris, les quatre membres de l'AMA sont tués : Wilhelm est tué par le monstrueux extra-terrestre se révélant être Yog-Sothoth, Wolfgang est abattu par John Dillinger, Winifred est noyé par les marsouins, et Werner est pris au piège dans une voiture qui coule au fond de l'eau.
Les principaux protagonistes, désormais rassemblés à bord du sous-marin, sont menacés par le Leviathan, un géant, un monstre marin en forme de pyramide ayant pris continuellement en poids et en taille  durant des centaines de millions d'années. La nature improbable de cette rencontre conduit certains des protagonistes à se demander s'ils ne seraient pas de simples personnages dans un livre. Cette idée est rapidement rejetée (ou ignorée) quand ils tournent leur attention vers le monstre à nouveau. La menace est neutralisée lors ce qu'ils offrent leur ordinateur de bord à la créature, lui permettant ainsi de communiquer avec pour se soulager de sa solitude.

## Thèmes
Illuminatus ! s'attarde sur de nombreux sujets à travers les livres. pour exemples : la mythologie, l'actualité, les conspirations les théories.